# Dobje
 Dobje  est une commune située dans la région de la Basse-Styrie en Slovénie.

## Géographie
La commune est localisée au sud-est de la Slovénie non loin de la frontière avec la Croatie. La ville la plus proche est celle de Celje à environ 20 km au nord-ouest. La région fait partie des Alpes dinariques avec des altitudes proches de 400 à 500 mètres.

## Démographie
Entre 1999 et 2021, la population de la commune a légèrement diminué pour atteindre une valeur proche de 900 habitants,.
Évolution démographique
| 1999  | 2000  | 2001  | 2002  | 2003  | 2004  | 2005  | 2006  | 2007  |
| ----- | ----- | ----- | ----- | ----- | ----- | ----- | ----- | ----- |
| 1 023 | 1 017 | 1 019 | 1 015 | 1 005 | 1 011 | 1 006 | 1 011 | 1 002 |
| 2008  | 2009  | 2010  | 2011  | 2012  | 2013  | 2014  | 2015  | 2016  |
| 991   | 953   | 962   | 977   | 975   | 968   | 968   | 994   | 981   |
| 2017  | 2018  | 2019  | 2020  | 2021  |       |       |       |       |
| 977   | 965   | 966   | 949   | 934   |       |       |       |       |